# Stockholm Centre on health of Societies in Transition
Stockholm Centre on Health of Societies in Transition, SCOHOST (svenska ung. Centrum för hälsofrågor i transitionssamhällen) forskningscentrum vid Södertörns högskola för forskning kring hälsofrågor i Central- och Östeuropa. Forskargruppen omfattar numera (2008) nio aktiva forskare. SCOHOST, grundat av professor Denny Vågerö, har existerat sedan 1997 vid Södertörns högskola, och har genomfört flera stora forskningsprojekter, som resulterat i mer än 50 internationellt publicerade vetenskapliga artiklar och tre böcker, varav två doktorsavhandlingar.